# Beaterator
Beaterator es un mezclador de música lanzado en septiembre de 2009 por Rockstar Games para PlayStation Portable, PlayStation 3 (a través de PlayStation Network) y iOS lanzado en diciembre de 2009. Beaterator fue desarrollado por Rockstar Leeds en colaboración con Timbaland. La compañía "1C-SoftKlab" participó en la difusión del juego en Rusia.
El juego se basa en una herramienta de mezcla de música de Adobe Flash lanzada en Internet en 2005 por Rockstar y contiene nuevos bucles y sonidos originales producidos por Timbaland para Beaterator. El juego permite al usuario producir sus propios bucles. Hay tres modos de juego: Live play, Studio Session y Song Crafter. El juego cuenta con la integración de Rockstar Games Social Club para compartir música con la comunidad.
Para celebrar el lanzamiento del juego, los Juegos Rockstar celebraron un evento en PlayStation Home en la estación Listen@Home en la Plaza Central de América del Norte el 16 de octubre de 2009. Los asistentes pudieron reproducir pistas seleccionadas de Beaterator subidas por el usuario durante el evento. El 10 de junio de 2014, el servicio GameSpy se suspendió, llevando consigo las características del Club Social de Beaterator.

## Jugabilidad
Beaterator se basa en una herramienta de mezcla de música creada con Adobe Flash y lanzada por Rockstar Games en 2005 en Internet.
El juego se basa en crear tus propias composiciones musicales, para las que se proporcionan más de mil sonidos y muestras, que Timbaland grabó específicamente para el Beaterator. Es posible usar varios efectos especiales (por ejemplo, eco y coro), agregar voces con un micrófono y mucho más. Los sonidos del juego se pueden extraer y grabar en el Memory Stick Duo como archivos MIDI, de la misma manera que puede transferir archivos MIDI externos al juego. La pieza de música terminada puede transferirse a un MAC o PC como un archivo WAV o exportarse al Rockstar Social Club. Beaterator contiene tres modos: "Live Play" (reproducción de música de diferentes géneros presionando las teclas), "Studio" (utilizando muestras existentes, efectos y otras funciones para crear su propia composición) y "Song Crafter" (edición detallada y creación de sus propios sonidos y muestras).

## Desarrollo y lanzamiento del juego
En 2005, Rockstar Games lanzó un sitio web con un juego de música Beaterator, que se realizó utilizando la tecnología Adobe Flash. El 14 de marzo de 2007, la compañía anunció una versión mejorada del Beaterator para el sistema de juegos portátil portátil PlayStation. El proyecto fue creado por los esfuerzos del estudio Rockstar Leeds y el productor musical Timbaland, que grabó más de mil sonidos y muestras específicamente para el juego. Según él, él es un gran fan de Rockstar y está emocionado de colaborar con ellos. A su vez, el fundador y productor ejecutivo de la compañía, Sam Hauser, señaló que la música siempre ha sido una parte extremadamente importante de su trabajo, y también dijo que es un gran honor para ellos trabajar con Timbaland. El 13 de agosto, se supo que Beaterator estará disponible tanto en la PSP como en el servicio digital PSN. El 31 de agosto se anunció la versión del juego para iOS; según Sam Hauser, "la naturaleza simple y clara del Beaterator es ideal para las plataformas Apple".
Inicialmente, se suponía que Beterator se lanzaría en el verano de 2009, pero el lanzamiento del juego se pospuso hasta el 29 de septiembre y el 2 de octubre del mismo año en Norteamérica y Europa, respectivamente. En Rusia, Beaterator fue lanzado el 28 de octubre y distribuido por la compañía 1C-SoftKlab. La versión para iOS fue lanzada el 7 de diciembre.

## Recepción
Beaterator recibió revisiones generalmente favorables, con la versión de PlayStation Portable con una puntuación Metacritic agregada de 80/100, basada en 44 revisiones críticas. Los críticos de Good Game, Jeremy Ray y Steven O'Donnell, del programa de entrevistas de videojuegos australianos, otorgaron las puntuaciones del juego de 6/10 y 7/10, respectivamente.

## Valoraciones y opiniones
Beaterator ha recibido críticas en su mayoría positivas de los críticos. En el sitio web de Metacritic, la calificación promedio es de 80 puntos sobre 100 posibles, y en GameRankings - 79.86%. Los críticos reaccionaron positivamente a las posibilidades de crear sus propias composiciones musicales, pero llamaron estilo visual e interfaz incómoda como desventajas.
El periodista de Eurogamer, Simon Parkin, dijo que aunque las posibilidades del juego son algo limitadas para las ideas ambiciosas de los compositores profesionales, las restricciones se relacionan más con el hardware que con el software, y en general Beaterator es muy adecuado para principiantes y aficionados como una herramienta para crear música. Damon Hatfield, un revisor de IGN que criticó la "torpe" interfaz, también se dio cuenta de que no todas las muestras presentadas eran buenas, pero elogió la posibilidad de crear sus propios sonidos y un proceso bastante adictivo, aunque no muy simple, de usar Beaterator. Neon Kelly (VideoGamer.com) se relacionó con las ventajas de la presencia de Timbaland, la capacidad de crear pistas impresionantes y tutoriales detallados, pero observó que Beaterator "no es realmente un juego". "Si eres fanático de la música hip-hop o electrónica y estás interesado en crear tus propias pistas, definitivamente vale la pena ver Beaterator ", concluyó jkdmedia, un representante de GameZone. Timbaland, en una entrevista con Invasion Radio, dijo que usó el Beaterator para crear varias pistas de su álbum Shock Value II, pero, según él, sin mucho placer: "Oh, sí, hice un par de piezas ...tuve que hacerlo"..
La versión de iOS se calificó de forma más discreta, su calificación promedio en GameRankings es del 60%. Hatfield llamó al Beaterator un entretenido entretenimiento que les permite a los usuarios mezclar y combinar una impresionante colección de ciclos predefinidos, pero esto, sin embargo, no brinda "la capacidad de crear música para el iPhone y el iPod Touch", como se indica. Del mismo modo, el juego para iOS fue criticado por Tracy Erickson, columnista de Pocket Gamer: "Sin estructura y diseño fácil de usar, Beaterator no es tanto un juego como un juguete musical, y tampoco es muy interesante".

## Nota
1. ↑  En 2014, debido al cierre de los servidores GameSpy, las características del Rockstar Social Club en el juego dejaron de estar disponibles.